# Johann Heinrich von Hoinckhusen
Johann Heinrich von Hoinckhusen (* 1694 in Parchim; † wahrscheinlich gegen Ende 1746 in Güstrow) war ein mecklenburgischer Genealoge und Heraldiker.

## Leben
Johann Heinrich von Hoinckhusen war Angehöriger aus einer mutmaßlich den westlichen Hansestädten entstammenden Patrizierfamilie, die 1716 in Wien eine Adelrenovation mit Wappenbesserung erfahren hat. Seine Eltern waren der Jurist und Kartograph Bertram Christian von Hoinckhusen (1651–1722) und Ilsabe Agnete von Vennighusen (1658–1753).
Hoinckhusen war nach absolvierten Universitätsstudien herzoglich mecklenburgischer Assessor, lebte aber als ledig gebliebener Privatgelehrter in Güstrow, wo er sich ausschließlich mit Forschungen in der mecklenburgischen Geschichte, Genealogie und Heraldik beschäftigte. Hierbei zitierte er auch Latomus und Elzow, deren Arbeiten ihm bekannt waren, sowie aus zahlreichen Urkunden.
Er hinterließ 20 fertiggestellte Genealogien zu seiner Zeit fortbestehender Geschlechter, 85 weitere in der unmittelbaren Ausarbeitung, sowie noch einmal 110 in der Vorbereitung. Hinzu kommen 338 Angaben zu erloschenen Familien. Weiterhin fertigte er zwei Manuskripte, die Geschichte der Herzoge von Mecklenburg und ein Mecklenburgisches Wappenbuch des alten und angesessenen Adels.

Sein Nachlass ist 1766 in den Besitz des Genealogen Conrad Lüder von Pentz (1728–1782) gelangt und wurde diesem fortgeschrieben. Auch der Genealoge Christoph Otto von Gamm (1721–1796) baute auf Hoinckhusens Arbeiten auf, jedoch ohne ihn als Quelle zu nennen. Weltzien zählt ihn 

„zu den bedeutenden Personen des Landes Mecklenburg.“